# Welsh Women's Premier League 2018-2019
La Welsh Women's Premier League 2018-2019 è stata la 10ª edizione della massima serie del campionato di calcio femminile gallese, vinta dal Cardiff Metropolitan per la sesta volta.

## Stagione

### Novità
A sostituire il Caldicot Town, retrocesso nelle leghe regionali alla fine della stagione precedente, c'è il Briton Ferry Llansawel, tornato dopo una stagione d'assenza.

## Classifica
Aggiornata al 18 aprile 2019.
|  | Pos. | Squadra                | Pt | G  | V  | N | P  | GF | GS | DR  |
|  | ---- | ---------------------- | -- | -- | -- | - | -- | -- | -- | --- |
|  | 1.   | Cardiff Metropolitan   | 41 | 15 | 13 | 2 | 0  | 53 | 6  | +47 |
|  | 2.   | Cardiff City FC        | 32 | 15 | 10 | 2 | 3  | 39 | 12 | +27 |
|  | 3.   | Swansea City           | 30 | 14 | 9  | 3 | 2  | 46 | 7  | +39 |
|  | 4.   | Port Talbot Town       | 24 | 14 | 7  | 3 | 4  | 36 | 22 | +14 |
|  | 5.   | Abergavenny Women      | 20 | 13 | 6  | 2 | 5  | 25 | 18 | +7  |
|  | 6.   | Llandudno              | 14 | 15 | 4  | 2 | 9  | 26 | 49 | -23 |
|  | 7.   | Cyncoed Ladies         | 13 | 13 | 4  | 1 | 8  | 17 | 37 | -20 |
|  | 8.   | Briton Ferry Llansawel | 5  | 14 | 1  | 2 | 11 | 10 | 52 | -41 |
|  | 9.   | Rhyl                   | 4  | 15 | 1  | 1 | 13 | 7  | 57 | -50 |
|  | 10.  | Caernarfon Town        | 0  | −  | −  | − | −  | −  | −  | −   |

Legenda:
      Campione di Galles e ammessa ai preliminari della UEFA Women's Champions League 2019-2020.
      Escluso a campionato in corso.
      Retrocesso nelle leghe regionali.
Note:
Caernarfon Town escluso dal campionato nel novembre 2018
Regolamento:
Tre punti a vittoria, uno a pareggio, zero a sconfitta.
La classifica finale viene determinata tenendo conto del punteggio in classifica e, in caso di parità di punteggio fra due o più squadre, mediante la compilazione di una classifica avulsa fra le squadre interessate tenendo conto nell'ordine:
- dei punti conseguiti negli incontri diretti;
- della differenza tra le reti segnate e quelle subite negli stessi incontri;
- della differenza fra reti segnate e subite negli incontri diretti fra le squadre interessate;
- della differenza fra reti segnate e subite nell'intero campionato;
- del maggior numero di reti segnate nell'intero campionato;
- del minor numero di reti subite nell'intero campionato;
- del maggior numero di vittorie realizzate nell'intero campionato;
- del minor numero di sconfitte subite nell'intero campionato;
- del maggior numero di vittorie esterne nell'intero campionato;
- del minor numero di sconfitte interne nell'intero campionato.